# Remetea
Remetea (Hongaars: Gyergyóremete) is een gemeente in Harghita. Remetea ligt in de regio Transsylvanië, in het midden van Roemenië.
De gemeente is een van de noordelijkste gemeenten met een Hongaarstalige meerderheid in het szeklerland. In 2011 verklaarde 98,21% van de bevolking te behoren tot de Hongaarse minderheid in Roemenië.
De gemeenten ten noorden van Remetea zijn Roemeenstalig, het gebied vormt daarmee de taalgrens.
Atid · Avrămești · Bilbor · Brădești · Căpâlnița · Cârța · Ciceu · Ciucsângeorgiu · Ciumani · Corbu · Corund · Cozmeni · Dănești · Dârjiu · Dealu · Ditrău · Feliceni · Frumoasa · Gălăuțaș · Joseni · Lăzarea · Leliceni · Lueta · Lunca de Jos · Lunca de Sus · Lupeni · Mădăraș · Mărtiniș · Merești · Mihăileni · Mugeni · Ocland · Păuleni-Ciuc · Plăieșii de Jos · Porumbeni · Praid · Racu · Remetea · Săcel · Sâncrăieni · Sândominic · Sânmartin · Sânsimion · Sântimbru · Sărmaș · Satu Mare · Secuieni · Siculeni · Șimonești · Subcetate · Suseni · Tomești · Tulgheș · Tușnad · Ulieș · Vărșag · Voșlăbeni · Zetea